# Versatile Video Coding
Versatile Video Coding (VVC) (MPEG-I Part 3)は、Joint Video Experts Team (JVET)によって2020年7月に発表された動画圧縮標準規格である。JVETはISO/IEC JTC 1のMPEGワーキンググループとITU-TのVCEGワーキンググループを統合したビデオ専門家チームである。時々、VVCはFVC (Future Video Coding)やITU-T H.266とも呼ばれてきた。High Efficiency Video Coding（HEVC、ITU-T H.265あるいはMPEG-H Part 2としても知られている）の後継となる。競合する規格としてはAV1がある。
以前のH.26xとMPEG動画圧縮規格のようにVVCのデータ圧縮アルゴリズムは離散コサイン変換 (DCT) による符号化に基づいている。以前の規格で使われたタイプII DCT (DCT-II)に加えて、VVCはタイプVIII DCT (DCT-VIII) も使用する。

## 構想
2015年8月、MPEGとVCEGは、現行の圧縮技術を評価したり、次世代の動画圧縮標準規格に対する要求を研究するために Joint Video Exploration Team (JVET) を結成した。新しいアルゴリズムは、同等の視覚的品質に対して30% - 50%改善した圧縮率を目指すべきであり、ロスレス圧縮（画質の劣化がない圧縮）と主観的ロスレス圧縮（視聴者の視力的に画質の劣化がない圧縮）も対応する。新しいアルゴリズムは、360°ビデオだけでなく4Kから16Kまでの解像度に対応する。
VVCは、以下の要求に対応するべきである。
- YCbCr。フォーマットは、4:4:4, 4:2:2, 4:2:0
- YCbCrの1成分（Y,Cb,Crのどれか一つ）あたり10bitから16bit
- 色空間BT.2100。広い色域と16stops（stopsはカメラの絞りの段数）より明るさの範囲が広いHDR（1000, 4000, 10000 nitsの頂点輝度を持つ）に対応。
- 補助チャンネル（深度、透明度など）
- 可変かつ非整数のフレームレート。0 Hzから120 Hzまで対応。
- 時間（フレームレート）と空間（解像度）に対してスケーラブルなビデオ圧縮
- SN比の良さ
- 色域とダイナミックレンジの区別
- 3Dステレオ動画とマルチビュー動画
- パノラマ動画
- 静止画像

エンコーディングの複雑さは、HEVC (H.265) の5,6倍から最大10倍が予想され、圧縮アルゴリズムの品質に依存する。圧縮アルゴリズムの品質についてはVVCの標準規格の範囲外である。
VVCの開発は、VVC Test Model (VTM) を使って行われる。VTMは、参照用のVVCのソースコードであり、最小限のコーディングツールから提供が始まった。さらなるコーディングツールはCore Experiments (CEs) でテストされた後に追加される。VTMの前身は Joint Exploration Model (JEM) であった。HEVCの開発に使われた参照用コーデックを元にして作られた実験的なコーデックのソースコードである。

## 歴史
JVETは、2017年10月に最後の提案募集を行い、それとともに標準化作業を公式に開始した。
VVC標準の最初の草案は、2018年4月に発行された。
IBC 2018（放送関係者などのために放送技術や放送機材を扱う見本市）において、VVCの試作実装が披露され、HEVCよりも40%効率的に動画を圧縮すると述べた。
最終的な標準規格は、2020年7月に承認に向けたプロセスに入ったことが発表された。

### 現行スケジュール
- 2017年10月 : 最後の提案募集
- 2018年4月 : 受け取った提案の査定と標準規格の最初の草案[8]
- 2019年7月 : 委員会草案 (Committee Draft) についての投票が行われた。
- 2019年10月 : 国際標準草案 (Draft International Standard) についての投票が行われた。
- 2020年7月 : 最終標準規格の完成[9]。

日本では2023年7月18日に、総務省により『次世代地デジ放送』仕様策定で採用された。

## ライセンス
HEVC (H.265) の実装をライセンスするときに見られた問題のリスクを減らすために Media Coding Industry Forum (MC-IF) と呼ばれる新しい組織がVVCのために創設された。しかしながら、MC-IFは標準化プロセスに対しての権力は持っていない。標準化プロセスは、未だに純粋に技術的なものである。